# Hylogomphus viridifrons
Hylogomphus viridifrons is een echte libel uit de familie van de rombouten (Gomphidae).
De wetenschappelijke naam van de soort werd in 1901 als Gomphus viridifrons gepubliceerd door James Stewart Hine.